# مگنی (شخصیت کمیک)
مگنی یک شخصیت تخیلی و ابرقهرمانانه در کتاب‌های کامیک مارول کامیکس می‌باشد. این کاراکتر به وسیلهٔ دن جورگنز خلق شده و در ثور جلد دوم شماره‌های ۵۰ام (اوت ۲۰۰۲) برای اولین بار معرفی شد. این شخصیت از مگنی، خدای زور در اسکاندیناویایی الهام گرفته شده است. مگنی در آینده‌ای وجود دارد که ثور بر تمام زمین فرمانروایی می‌کند.